# Schiffssetzung von Gumpekulla

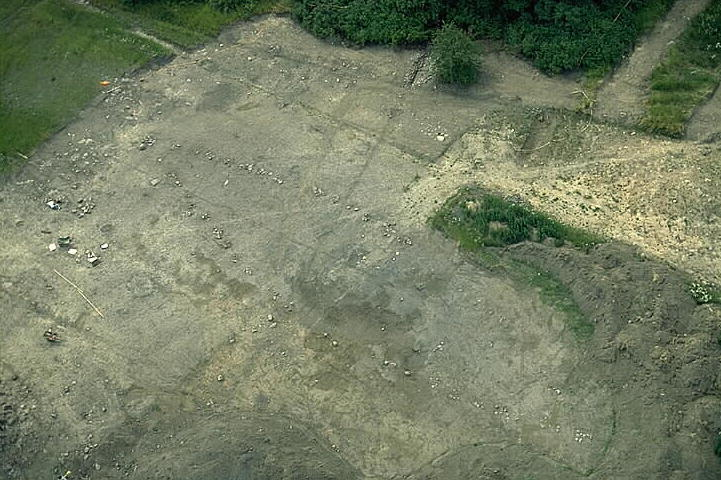
Luftbild der Grabungsphase Schiffssetzung von Gumpekulla

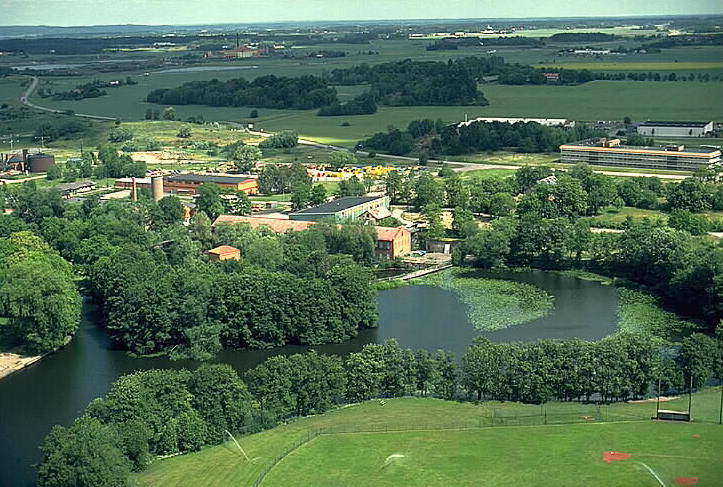
Gumpekulla

Die ausgegangene Schiffssetzung von Gumpekulla, unweit der Stångebro (Brücke) in der Nähe von Linköping in Östergötland in Schweden wurde durch die Fundamentgruben von 46 Steinen entdeckt, die Teil einer etwa 50 Meter langen und elf Meter breiten Schiffssetzung (schwed. skeppssättning) waren, die während der Wikingerzeit zwischen 850 und 1050 n. Chr. errichtet wurde.
Das im Mittelalter ununterbrochen bewohnte Dorf Gumpekulla liegt auf einem Hügel zwischen der Brücke und der Landstraße. Das Nord-Süd orientierte Schiff lag entlang des Flusses Stångån. Im 19. Jahrhundert wurde in der Gegend eine Reihe von Funden aus der Wikingerzeit gemacht, darunter Schnallen, ein Schlüssel und ein Schwertknopf. Wahrscheinlich trugen in der Wikingerzeit der Standort des „Ljunga ting“ und ein Handelsplatz zur Bedeutung des Ortes bei, aber es gibt keine Belege dafür, wo er gelegen haben könnte.
Der Stångån ist die historische Grenze zwischen Süd-Östergötlands Hälften „Västanstång“ und „Östanstång“. Hier verlief eine wichtige Handelsstraße und hier fand 1598 die Schlacht von Stångebro (schwedisch Slaget vid Stångebro) statt.